# Serratobicon
Serratobicon is een kevergeslacht uit de familie van de boktorren (Cerambycidae). De wetenschappelijke naam van het geslacht werd voor het eerst geldig gepubliceerd in 2009 door Holzschuh.

## Soorten
Serratobicon omvat de volgende soorten:
- Serratobicon scutatus (Holzschuh, 1992)
- Serratobicon spinicornis (Holzschuh, 1992)
- Serratobicon spinifer (Aurivillius, 1925)